# 北林優
北林 優（きたばやし ゆう、1955年9月3日 - 2008年7月3日）は、日本の小説家・推理作家。沖縄県生まれ。琉球大学物理学科中退、徳島大学薬学部薬学科卒業。
1979年に大学卒業後、沖縄県庁や沖縄県立病院薬剤部に勤務。1998年ごろから執筆をはじめ、2000年に第1回角川春樹小説賞佳作に選ばれた「0と1の間」で小説家デビュー。2005年に『鎮静剤』で第7回大藪春彦賞の候補作になる。2008年、癌により執筆が困難となり、警視庁鑑識課シリーズの第4作『八億四千のうたかた（仮題）』の未完成原稿が徳間書店のホームページで公開された。同年7月3日、多臓器不全のため死去。享年52。

## 作品リスト

### 警視庁鑑識課シリーズ
- アブラムスの夜（2002年6月 徳間書店 / 2007年6月 徳間文庫 / 2016年2月 徳間文庫【新装版】）
- ミッドナイト・ブルー（2003年9月 徳間書店）
- 鎮静剤（2004年9月 徳間書店）

### その他
- 0と1の間（2000年2月 ハルキ・ノベルス）
- 殺すに時があり（2000年8月 ハルキ・ノベルス）
- シュガー・ザ・キッドの兄弟（2006年9月 徳間書店）

## 映像化作品
テレビドラマ
- 警視庁鑑識課＜第9班＞ミッドナイトブルー（2006年11月28日、日本テレビ系「火曜ドラマゴールド」枠で放送、主演：菊川怜）[4]